# 中平龍之助
中平 龍之助（なかひら りゅうのすけ、天保13年4月3日（1842年5月12日） - 元治元年7月19日（1864年8月20日））は幕末の土佐藩出身の志士。諱は定雄もしくは定確（さだかた）。変名本山勝八。

## 来歴
天保13年（1842年）4月3日、土佐国高岡郡檮原村の地下浪人の家に生まれる。地元で剣術道場を開いていた郷士・那須俊平に師事し、武芸を学ぶ。文久元年（1861年）、土佐勤王党が結成されるとこれに加わったとされるが、名簿には記載がない。文久2年（1862年）、藩主と共に上洛し、三条実美の江戸下向に随行。土佐に帰還後、同志と攘夷実行の建白書を提出。文久3年（1863年）、勤王党への弾圧が強まるに伴い、11月6日に同志の田所壮輔、安藤真之助、尾崎幸之進らと脱藩。長州に向かう。長州に入ると中岡慎太郎が隊長を務める忠勇隊に加わった。
元治元年（1864年）7月19日、忠勇隊の一員として禁門の変に参戦したが、重傷を負い自刃。享年22。明治31年（1898年）贈正五位。